# Clearco di Soli
Clearco di Soli (in greco antico: Kλέαρχoς ὁ Σολεύς?, Kléarchos ho Soléus; Soli, metà IV secolo a.C. – dopo il 320 a.C.) è stato un filosofo peripatetico greco antico vissuto nel IV-III secolo a.C.

## Biografia
Scrisse diffusamente sulle culture orientali e si pensa che abbia viaggiato nella città battriana di Ai-Khanum (probabilmente Alessandria sull'Oxus), nell'attuale Afghanistan, intorno al 320 a.C.. In particolare Clearco espresse numerose teorie sulla connessione tra religioni orientali e occidentali, affermando che "i gimnosofisti sono i discendenti dei magi". In un altro testo, citato dallo scrittore e storico romano Flavio Giuseppe, Clearco riportò un dialogo con Aristotele, nel quale afferma che gli ebrei sono i discendenti dei filosofi indiani.

## Opere
Delle numerose opere di Clearco sono giunti molti frammenti.
Di tipo biografico erano le Vite (Βίοι), in almeno otto libri, mentre di tipo commentativo erano un commento al Timeo di Platone, un Elogio di Platone (Πλάτωνος ἐγκώμιον) e Sugli argomenti matematici nella Repubblica di Platone (Περὶ τῶν ἐν τῇ Πλάτωνος Πολιτείᾳ μαθηματικῶς ἐιρημένων).
Filosofiche erano opere come Sull'amicizia (Περὶ φιλίας) e Questioni d'amore (Ἐρωτικά), mentre alla cultura popolare si interessavano opere come i Proverbi (Παροιμίαι) e Sugli indovinelli (Περὶ γρίφων).
Sulla scrittura (Περὶ γραφῶν) comprendeva, a quanto ne sappiamo, Περιγραφαί, un Γεργίθιος e il Περὶ νάρκης, mentre sulla scia di Aristotele erano opere biologiche Περὶ θινῶν e Περὶ σκελετῶν.
Non è chiaro se l'opera di tattica militare citata da Flavio Arriano sia da attribuire a Clearco di Soli o a Clearco di Eraclea.